# Personero
Un personero es la persona que actúa o representa a otra en su nombre o a una institución pública o privada, procura y facilita el negocio ajeno e introduce la defensa del pleito o la consecución de algún derecho. 
Era necesaria para su nombramiento capacidad tanto en el que nombra como en el nombrado y poder dado por aquel en favor de este, que es un escrito autorizado y formado por el escribano con las solemnidades que requiere el Derecho.

"Todo home que viniere ante Lalcalde è dixere que es personero de otro...muéstrelo como es personero, por testigos ò por escrito"
Fuero Real de España

Una personería era el cargo o ministerio del personero y ya consta en Las Partidas de Alfonso X el Sabio.

## Procurador
A partir del siglo XIII-XIV, en los reinos de León, Castilla y Navarra, se llamaron procuradores (del latín, procurator) y eran los representantes que enviaban las ciudades y villas a las Cortes que se convocaban. En 1301, fueron los personeros o procuradores de los concejos de Castilla los que solicitaron al rey Fernando IV que se celebraran conjuntamente las Cortes de León y Castilla. En las Cortes de Burgos de 1315 existen registros de que se reunieron hasta 100 procuradores y en las Cortes de Madrid de 1391, 49 procuradores.
El oficio o cargo del procurador es la procuraduría.